# Не глотать
«Не глотать» (англ. Nil by Mouth — букв. «ничего через рот») — художественный фильм, снятый британским актёром и режиссёром Гэри Олдменом по собственному сценарию в 1997 году.
Один из претендентов на главную награду международного Каннского кинофестиваля 1997 года.
Название фильма связано с медицинской инструкцией «Nothing by mouth (NBM)», запрещающей давать больному пищу и воду через рот по различным причинам. Гэри Олдмен использовал эту фразу метафорически.

## Сюжет
Рассказанная в чрезвычайно реалистичной манере история лондонской рабочей семьи, балансирующей на грани нищеты и увязшей в насилии, алкоголе и наркомании.
Рэй — властный и очень часто грубый мужчина, привыкший выплёскивать накопившуюся ярость на членов своей семьи: жену Валери, её брата-наркомана Билли, её мать Джанет и бабушку Кэт. Валери пытается не замечать, что её муж ежедневно пропадает в пабах с друзьями, а её мать пытается закрывать глаза на то, что её сын медленно убивает себя, принимая наркотики. После неприятного разговора с шурином главный герой ленты набрасывается в приступе ревности на свою беременную жену и избивает её так, что она теряет ребёнка. Валери уезжает жить к матери. Однако через некоторое время Рэймонд просит Валери простить его.
В конце картины зритель видит всю семью в сборе. Родственники обсуждают перспективы освобождения попавшего в тюрьму Билли.

## В ролях
- Рэй Уинстон — Рэй
- Кэти Бёрк — Валери
- Чарли Крид-Майлз — Билл
- Лайла Морс — Джанет
- Эдна Доре — Кейт
- Крисси Коттерилл — Пола
- Джон Моррисон — Ангус
- Джэми Форман — Марк

## Награды и номинации
- Награда Каннского фестиваля за лучшую женскую роль (Кэти Бёрк, победитель)
- Золотая пальмовая ветвь Каннского фестиваля (Гэри Олдмен, номинация)
- Премия BAFTA. Награда Александра Корды за выдающийся британский фильм года (Люк Бессон, Дуглас Урбански, Гэри Олдмен, победитель)
- Премия BAFTA за лучший оригинальный сценарий (Гэри Олдмен, победитель)
- Премия BAFTA за лучшую мужскую роль (Рэй Уинстон, номинация)
- Премия BAFTA за лучшую женскую роль (Кэти Бёрк, номинация)
- Премия британского независимого кино за лучшую мужскую роль британского независимого фильма (Рэй Уинстон, победитель)
- Премия британского независимого кино за лучшую женскую роль британского независимого фильма (Кэти Бёрк, победитель)
- Премия британского независимого кино за самый многообещающий дебют (Лайла Морс, победитель)
- Премия британского независимого кино за лучший британский независимый фильм (номинация)
- Премия британского независимого кино лучшему режиссёру британского независимого фильма (Гэри Олдмен, номинация)
- Премия британского независимого кино за лучший сценарий (Гэри Олдмен, номинация)
- Золотая лягушка международного кинофестиваля операторского искусства «Камеримидж» (Рон Фортунато, номинация)
- Серебряная лягушка международного кинофестиваля операторского искусства «Камеримидж» (Рон Фортунато, победитель)
- Специальный приз Эдинбургского международного кинофестиваля (Гэри Олдмен, победитель)
- Премия «Empire Awards» за лучший дебют (Гэри Олдмен, победитель)
- Премия «European Film Awards» за лучшую операторскую работу (Рон Фортунато, номинация)